# Carmen (film, 1983)
Carmen je španělský hraný film z roku 1983, který režíroval Carlos Saura. Snímek měl světovou premiéru 2. května 1983.

## Děj
Skupina tanečníků flamenca inscenuje velmi hispanizovanou verzi příběhu Carmen Prospera Mériméeho a Georgese Bizeta. Během příprav se choreograf Antonio zamiluje do Carmen, která je hlavní tanečnicí. Práce a skutečný život se pak začnou prolínat.

## Obsazení
| Laura del Solová     | Carmen      |
| Antonio Gades        | Antonio     |
| Paco de Lucía        | Paco        |
| Marisol              | Pepa Flores |
| Cristina Hoyosová    | Cristina    |
| Juan Antonio Jiménez | Juan        |
| José Yepes           | Pepe Girón  |
| Sebastián Moreno     | Escamillo   |
| Gómez de Jerez       | zpěvák      |
| Manolo Sevilla       | zpěvák      |
| Antonio Solera       | kytarista   |
| Manuel Rodríguez     | kytarista   |
| Lorenzo Virseda      | kytarista   |

## Ocenění
- Filmový festival v Cannes: Cena za umělecký přínos, Velká cena technické vyšší komise; oficiální výběr do soutěže o Zlatou palmu
- BAFTA: nejlepší cizojazyčný film
- Oscar: nominace na nejlepší cizojazyčný film
- César: nominace na nejlepší zahraniční film